# مجال مرجعي
يشير المجال المرجعي (بالإنجليزية: Reference range)‏ في المواضيع المتعلقة بالطب والصحة، وخاصة في مجال علم الأمراض السريري، إلى المجال الذي توجد فيه قيم قياسات التحاليل الطبية، مثل المجالات المرجعية في تحليل الدم وتحليل البول وغيرها، بحيث يتمكن الطبيب أو الممارس الصحي من تحديد إن كانت القيم طبيعية أو خارجة عن المجال الطبيعي.

## اقرأ أيضاً
- المجالات المرجعية للاختبارات الدموية
- تحليل البول